# Татур, Геннадий Кузьмич
Татур Геннадий Кузьмич (23 января [5 февраля] 1902, Минск — 7 июня 1979, Минск) — советский учёный в области теоретической механики и сопротивления материалов, инженер-механик. Доктор технических наук (1954), профессор (1955).

## Биография
Родился 23 января (5 февраля) 1902 года в Минске в семье потомственного дворянина Татура Космы (Кузьмы) Феликсовича и Татур Олимпиады Ивановны.
Участник Гражданской войны в армии Колчака.
В 1927 году окончил механическое отделение Государственного дальневосточного университета во Владивостоке.
В 1927—1939 годах — в Дальневосточном политехническом институте, с 1931 года — заведующий кафедрой строительной механики, с 1933 года — заведующий кафедрой сопротивления материалов.
В 1939 году по конкурсу избран в Криворожский горнорудный институт заведующим кафедрой сопротивления материалов и теоретической механики. В годы Великой Отечественной войны вместе с институтом был эвакуирован в Нижний Тагил.
9 июня 1954 года на учёном совете Ленинградского института инженеров железнодорожного транспорта имени В. Н. Образцова защитил диссертацию на соискание учёной степени доктора технических наук.
2 апреля 1955 года утверждён в учёной степени доктора технических наук и в учёном звании профессора Криворожского горнорудного института.
В 1959—1968 годах — заведующий кафедрой теоретической механики Машиностроительного факультета Белорусского политехнического института.
Умер 7 июня 1979 года в Минске, где и похоронен на Северном кладбище (участок 41, ряд 5, место 12).

## Научная деятельность
Специалист в области теоретической механики и сопротивления материалов. Решил ряд прикладных задач, возникших в процессе промышленного строительства. В сферу научных интересов также входили теория упругости, прочность сварных соединений, устойчивость конструкций, горная механика, динамика и прочность машин и механизмов.

### Научные труды
- Влияние пожара на механические свойства строительной стали / Нижний Тагил, 1944;
- Курс сопротивления материалов / Минск, 1964;
- Общий курс сопротивления материалов: учебное пособие / Минск, 1974.

## Награды
- орден Ленина.
- Заслуженный деятель науки Белорусской ССР (1972).